# Gnathia coronadoensis
Gnathia coronadoensis är en kräftdjursart som beskrevs av Schultz 1966. Gnathia coronadoensis ingår i släktet Gnathia och familjen Gnathiidae. Inga underarter finns listade i Catalogue of Life.